# Emil Oskar Nobel
Emil Oskar Nobel (født 1843, død 3. september 1864) var medlem af Nobel-familien. Han var yngste søn af Immanuel Nobel, d.y., og dennes hustru Caroline Andrietta Ahlsell og bror til Robert, Ludvig og Alfred Nobel. 
Emil Nobel døde ved en eksplosion, da han eksperimenterede med nitroglycerin i sin fars fabrik i Heleneborg i Stockholm. Hans bror, Alfred, der ikke var på fabrikken ved Emils død, havde senere held til at stabilisere dynamit ved hjælp af diatomit.